# Форсирање романа реке
Форсирање романа реке је роман из 1988. године, југословенске, хрватске и холандске књижевнице, научнице и публицисткиње Дубравке Угрешић. Добитник је НИН-ове награде за најбољи роман године.

## О писцу
Дубравка Угрешић рођена 1949. године је југословенска, хрватска и холандска књижевница. На Филозофском факултету у Загребу је завршила компаративну и руску књижевност. Добитница је бројних награда, међу којима су "Меша Селимовић" (1988), НИН-ова годишња награда за роман и тако постала прва књижевница која је добила награду (1988) и Аустријска награда за европску књижевност (1999). Живи и ради у Амстердаму.

## О књизи
Прича у роману Форсирање романа реке је смештена у загребачки хотел "Интерконтинентал", у стварни простор. Дешава се Међународни сусрет писаца осамдесетих година двадесетог века, које су и последња деценија социјализма. Роман је прича о писцима и њихоим световима. И стварни простор и препознатљиво време служе као оквир за сложену књижевну игру са жанровима и конвенцијама.
У роману се писци узвишене поезије срећу са репликама негативних стрип-јунака, писци радио-драма за децу добијају улоге детектива који откривају планетарне завере против "лепе књижевности".  Писци социјалистичког реализма добијају налоге од ликова профилираних према логици научне фантастике.
У свему томе читаоц препознаје тужно-смешну збиљу наше непосредне прошлости, социјализма, али и наговештену будућу збиљу која већ постаје нашом садашњоћу.
Сусрет писаца на међународном нивоу се показао као врло захвална позорница на којој ће „падати маске“ књижевног естаблишмента, самодопадљивих критичара, „државотворних“ писаца, нереализованих талената и многих других смешно-тужних појава с тадашње друштвене сцене.

## Награде
- Дубравка Угрешић је за роман добила НИН-ову награду за роман године (1988).[1]
- Роман Форсирање романа реке је 1988. године добио и награду "Ксавер Шандор Ђалски".[1]